# دهستان چهارفریضه
دهستان چهار فریضه یکی از دهستان‌های استان گیلان است که در بخش مرکزی شهرستان انزلی واقع شده‌است.
چهار فریضه یا چهار دهکده ساحلی شامل دهکده‌هایی است که در امتداد ساحل شرقی مرداب انزلی واقع شده. چهار دهکده اصلی که این منطقه نام خود را از آنها می‌گیرد عبارت است که کولیور، بشمن، سنگاچین، کپورچال. بیشتر مردم این منطقه از راه صید و شکار زندگی می‌کنند.

## روستاهای دهستان چهار فریضه
دهستان چهار فریضه روستاهای بندرانزلی از قبیل چای بیجار •  سیاوزان •  کرکان بندر انزلی •  اشترکان •  سیاه خاله سر •  شیله سر •  آبکنار •  تربه بر •  اشپلا •  معاف •  خمیران •  کچلک •  کپورچال •  رودپشت •  علی‌آباد •  کوچک محله •  سنگاچین •  بشمن را شامل می‌شود.